# Salix bhutanensis

Salix bhutanensis in Herbarium

Salix bhutanensis ist ein Strauch oder kleiner Baum aus der Gattung der Weiden (Salix) mit jung dicht bräunlich grün filzig behaarten Zweigen und 3 bis 5,5 Zentimeter langen Blattspreiten. Das natürliche Verbreitungsgebiet der Art liegt in Nepal, Bhutan und Tibet.

## Beschreibung
Salix bhutanensis ist ein bis zu 3 Meter hoher Strauch oder Baum mit ausgebreiteten Zweigen. Junge Zweige sind dicht bräunlich grün filzig behaart, zweijährige Zweige sind etwa 4 Millimeter dick. Die Laubblätter haben einen etwa 3 Millimeter langen, dicht daunig behaarten Stiel. Die Nebenblätter sind eiförmig bis lanzettlich, fein behaart und haben einen gezähnten Blattrand. Die Blattspreite ist 3 bis 5,5 Zentimeter lang und 1,5 bis 2,5 Zentimeter breit, elliptisch, spitz, ganzrandig, mit stumpfer oder gerundeter Basis. Es werden acht bis 11 Nervenpaare gebildet. Die Blattoberseite ist gelblich grün, die Unterseite graugrün.
Männliche Blütenstände sind unbekannt. Die weiblichen Blütenstände sind zylindrische, 5 Zentimeter lange und 1,3 Zentimeter durchmessende, dichtblütige Kätzchen auf einem 1 Zentimeter langen Stiel mit einem bis drei Blättern. Die Tragblätter sind braun, eiförmig-lanzettlich oder lanzettlich, etwa 1,8 Millimeter lang, oberseits matt braun und unterseits lang behaart. Die weiblichen Blüten haben eine adaxiale Nektardrüse. Der Fruchtknoten ist 0,3 bis 1 Millimeter lang gestielt, schmal eiförmig-konisch, 4 bis 5 Millimeter lang, kahl und oberseits rötlich. Der Griffel ist 1 bis 1,5 Millimeter lang oder länger, die Narbe ist mehr oder weniger aufgerichtet und zweispaltig. Als Früchte werden 6 bis 7 Millimeter lange Kapseln gebildet. Salix bhutanensis blüht vor oder mit dem Blattaustrieb von Mai bis Juni.

## Vorkommen
Das natürliche Verbreitungsgebiet liegt auf Berghängen, in Tälern, Dickichten und offenen Wäldern in Nepal, Bhutan und Tibet in Höhen von 2800 bis 3500 Metern.

## Systematik
Salix bhutanensis ist eine Art aus der Gattung der Weiden (Salix) in der Familie der Weidengewächse (Salicaceae). Dort wird sie der Sektion Lanatae zugeordnet. Sie wurde 1940 von Björn Gustaf Oscar Floderus erstmals wissenschaftlich beschrieben. Der Gattungsname Salix stammt aus dem Lateinischen und wurde schon von den Römern für verschiedene Weidenarten verwendet.
Synonyme der Art sind Salix filistyla C. Wang & P. Y. Fu und Salix himalayensis (Andersson) Floderus var. filistyla (C. Wang & P. Y. Fu) C. F. Fang.

## Nachweise